# Sahara (film 2005)
Sahara – film w reżyserii Brecka Eisnera z 2005 roku, oparty na powieści Clive’a Cusslera Sahara.
Autor książki, na podstawie której zrealizowano film – Clive Cussler, zaskarżył studio filmowe, gdyż jego zdaniem adaptacja filmowa zbyt daleko odbiega od oryginału.

## Fabuła
Naukowiec Eva Rojas (Penélope Cruz) wraz ze swoimi współtowarzyszami z WHO prowadzi śledztwo w sprawie tajemniczej śmiercionośnej zarazy. Podróżuje z poszukiwaczami skarbu po rzece Niger na terytorium Mali, ogarniętego wojną domową pomiędzy wojskiem i rebeliantami. Szefem poszukiwaczy skarbów pracujących dla National Underwater and Marine Agency jest Dirk Pitt (Matthew McConaughey), który postanawia odnaleźć legendarny okręt pancerny z czasów wojny secesyjnej. Wkrótce okazuje się, że sprawcą całego zamieszania jest pozbawiony skrupułów przemysłowiec–miliarder, który nie waha się dla zysku doprowadzić kontynent do zagłady.

## Obsada
- Matthew McConaughey – Dirk Pitt
- Penélope Cruz – Eva Rojas
- Steve Zahn – Al Giordino
- Lambert Wilson – Yves Massarde
- Glynn Turman – Dr Frank Hopper
- Delroy Lindo – Carl
- William H. Macy – Admirał Sandecker
- Jude Akuwidike – Imam
- Mark Aspinall – Prawnik
- Rakie Ayola – Pani Nwokolo
- Clint Dyer – Oshodi
- Billy Seymour – Powder Monkey
- Patrick Malahide – Ambasador Polidori
- Abdul Salis - Oumar

i inni